# براون پیک (جزیره استورج)
براون پیک (انگلیسی: Brown Peak) یک آتشفشان چینه‌ای و مرتفع‌ترین نقطه جزایر بالنی است که در جزیره استورج واقع شده. این کوه ۱۷۰۵ متر ارتفاع دارد.